# Vanderson Luís Chaves
Vanderson Luís da Silva Chaves (Porto Alegre, 21 de julho de 1994) é um esgrimista paraolímpico brasileiro .O paratleta treina atualmente em Porto Alegre, no Grêmio Náutico União (GNU). 
Perdeu os movimentos das duas pernas ao ser atingido por uma bala perdida em 2006. Foi obrigado a abrir mão do sonho de ser jogador de futebol e passou a praticar esgrima em cadeira de rodas na Academia de Polícia Militar. 
Vanderson esteve presente nas duas últimas edições dos Jogos Olímpicos (no Rio 2016 e Tóquio 2020) e é atualmente o número um do ranking brasileiro no sabre e número dois nas modalidades espada e florete.